# 우나카미촌 (지바현 가이조군)
우나카미촌(海上村)은 지바현 가이조군에 존재했던 촌이다.
우미카이는 광역 지명이며, 1954년부터 2005년까지 존재했던 우미카미정(현 아사히시)는 본촌과는 위치도 다른 별도의 자치단체이다. 조시시립 우미아이 초등학교 등에 그 이름이 남아 있다.

## 지리
- 현재의 조시시 북서부에 해당한다.
- 마을은 도네강 남쪽 기슭에 위치해 있다.
- 마을은 고원과 평지가 뒤섞인 골짜기가 많은 지형이다.

## 역사
- 1889년 4월 1일 - 정촌제 시행에 수반해 마쓰기시촌, 가케네촌, 욧카이치바촌, 요야마촌, 시바사키촌, 고야촌, 미야케촌, 아카츠카촌이 합병해 성립하였다.
- 1937년 2월 11일 - 조시시에 편입되어 소멸하였다.

## 인구
| 1891년 | 2,844 |
| 1908년 | 3,035 |
| 1920년 | 2,947 |

## 교통

### 철도
- 국철 (→ JR동일본)
  - 소부 본선
  - 나리타선

역의 위치는 구 니시초시정에 있었다.

## 참고문헌
- 角川日本地名大辞典編纂委員会『角川日本地名大辞典 12 千葉県』、角川書店、1984年 ISBN 4040011201